# Emerson Fittipaldi Jr.
Emerson "Emmo" Fittipaldi Jr. (Miami, 7 de março de 2007), é um automobilista brasileiro que atualmente compete na Eurocup-3 pela equipe MP Motorsport e está programado para competir na Fórmula 2 pela equipe AIX Racing em 2026. Recentemente, ele competiu no Campeonato de Fórmula Regional Europeia pela Saintéloc Racing. Anteriormente, ele participou do Campeonato Italiano de F4 e é um ex-membro da Sauber Academy. Ele é filho de Emerson Fittipaldi.

## Biografia
Emerson Fittipaldi Jr. é filho do bicampeão mundial de Fórmula 1 Emerson Fittipaldi com a economista Rossana Fanucchi. Ele possui uma irmã chamada Vittoria, e mais cinco meio-irmãos, dos outros casamentos de seu pai. Emmo, como é carinhosamente chamado, também possui como sobrinhos Pietro e Enzo Fittipaldi, também pilotos, além de ser neto de Wilson Fittipaldi, sobrinho de Wilson Fittipaldi Júnior, primo de Christian Fittipaldi e cunhado de Max Papis.
Nascido e criado em Miami, Emmo, assim como seus sobrinhos Pietro e Enzo, escolheu correr sob a licença brasileira. Em entrevista, Emmo relatou que seu pai é seu maior ídolo, embora Jesus Cristo seja "o número 1".

## Carreira

### Fórmula 4

#### 2021
Fittipaldi iniciou sua carreira em monopostos em 2021, competindo no Campeonato Dinamarquês de Fórmula 4 com a FSP Racing. Sua temporada começou com um pódio na abertura, antes de ele conquistar sua primeira pole position na rodada seguinte. Lutando pela vitória, Fittipaldi se envolveu em uma colisão no final da corrida com Juju Noda, o que forçou o brasileiro a abandonar a corrida. Após conquistar um pódio na Corrida 3, Fittipaldi conquistou sua primeira vitória em corridas de carros em Jyllandsringen, no terceiro evento. Outra vitória ocorreu em Padborg Park, antes de Fittipaldi conquistar mais dois pódios em Djursland. Ele terminou a temporada em terceiro lugar, tendo acumulado oito pódios.

#### 2022

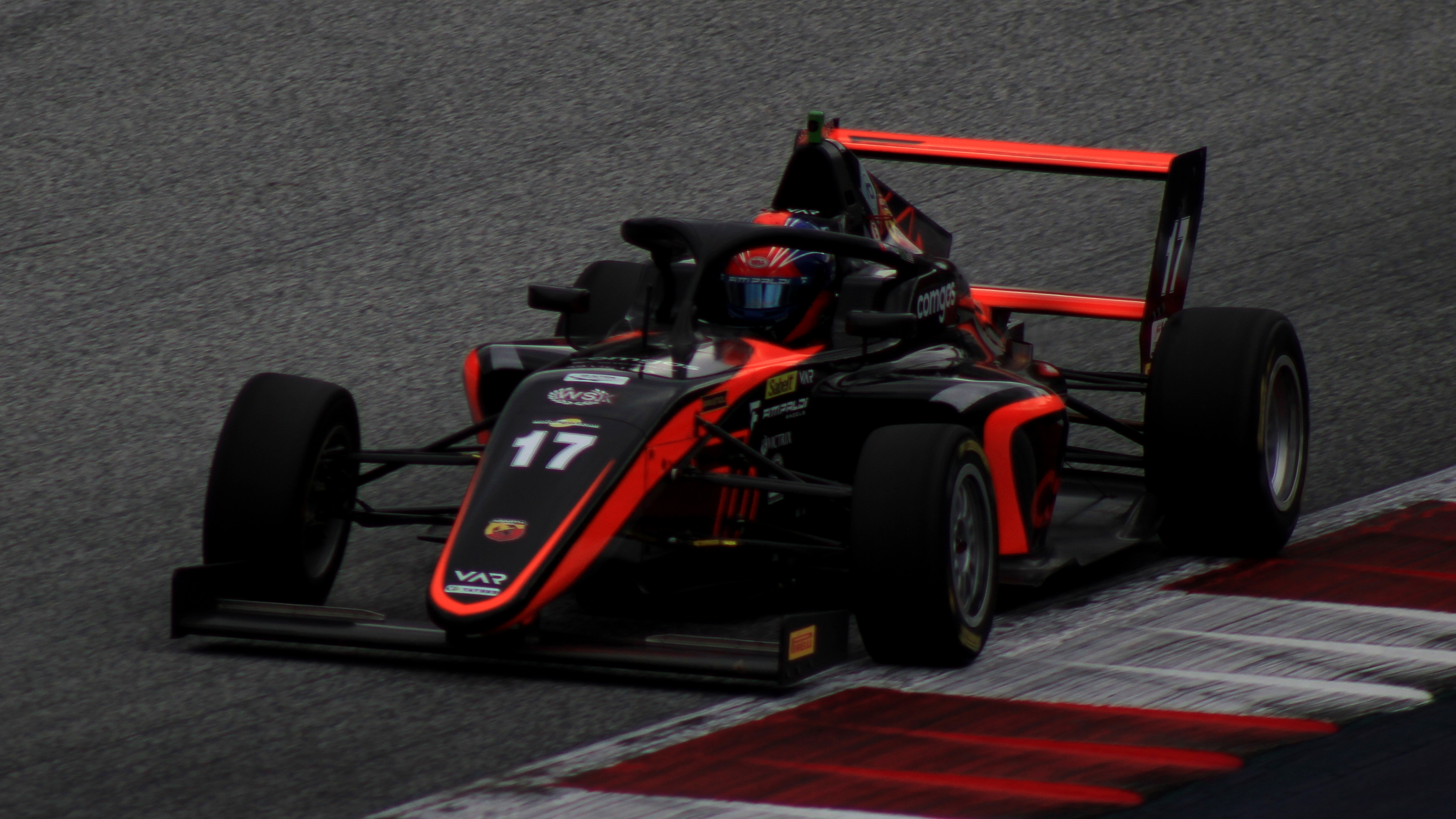
Fittipaldi pilotando no Red Bull Ring durante o Campeonato Italiano de F4 de 2022.

No ano seguinte, Fittipaldi avançou para o Campeonato Italiano de F4, fazendo a temporada completa pela Van Amersfoort Racing, ao mesmo tempo que participou de duas etapas da ADAC Fórmula 4. Ele conquistou quatro pontos e terminou em 23º na classificação de pilotos da F4 Italiana.

### Fórmula 3
Em setembro de 2022, Fittipaldi participou do teste de pós-temporada da Fórmula 3, pilotando pela Charouz Racing System no primeiro dia.

### Fórmula Regional

#### 2023

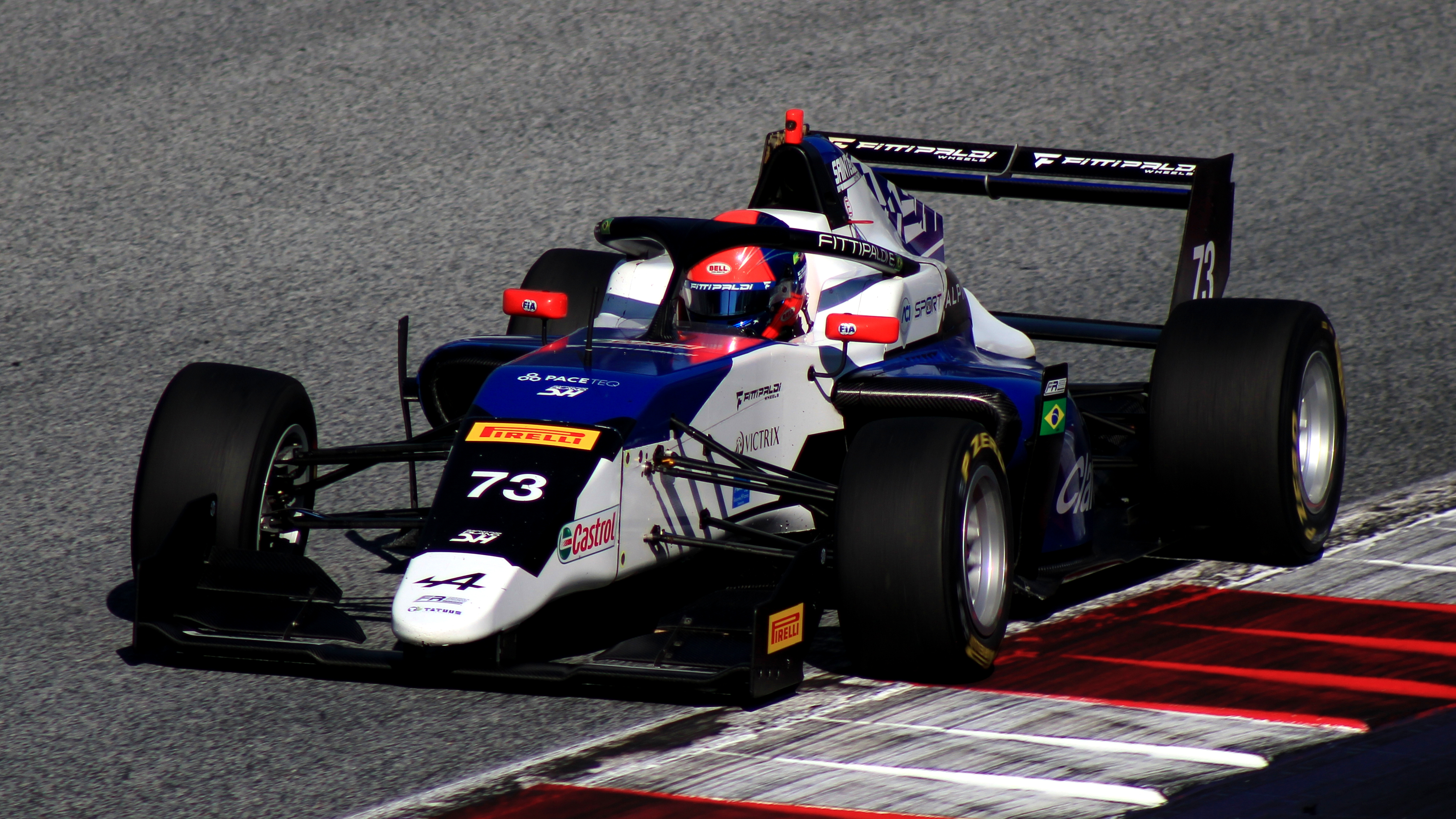
Fittipaldi correndo no Red Bull Ring em 2023.

Fittipaldi subiu para o Campeonato de Fórmula Regional Europeia em 2023 com a Saintéloc Racing, sendo o único a fazer a temporada completa.
Em 1º de julho de 2023, durante a prova de Spa-Francorchamps, Fittipaldi esteve entre os envolvidos no acidente que atingiu vários carros em Kemmel-Radillon, iniciado por Tim Tramnitz. Um dos pilotos que colidiu foi Dilano van 't Hoff, que morreu no incidente.
O melhor resultado de Fittipaldi foi o oitavo lugar na corrida 1 de Monza, com o brasileiro ficando na 24ª colocação, com quatro pontos, e sendo o quinto no campeonato de rookies. Dentre os pilotos da Sainteloc, Emmo só não foi melhor do que o francês Esteban Masson, que foi o 16º colocado e somou quase dez vezes mais pontos que ele.

#### 2024
Fittipaldi disputou o Campeonato de Fórmula Regional do Oriente Médio de 2024 pela MP Motorsport. Seu melhor resultado foi na corrida 2 de Dubai, onde ficou em oitavo, e o brasileiro foi o vigésimo no campeonato, somando 5 pontos.

### Eurocup-3

#### 2023
Fittipaldi juntou-se à equipe GRS durante a temporada inaugural da Eurocup-3 antes da sexta rodada em Estoril. Ele se transferiria para a Palou Motorsport para a rodada final no Circuito de Barcelona-Catalunha, onde marcou um ponto com o décimo lugar durante a primeira corrida.

#### 2024

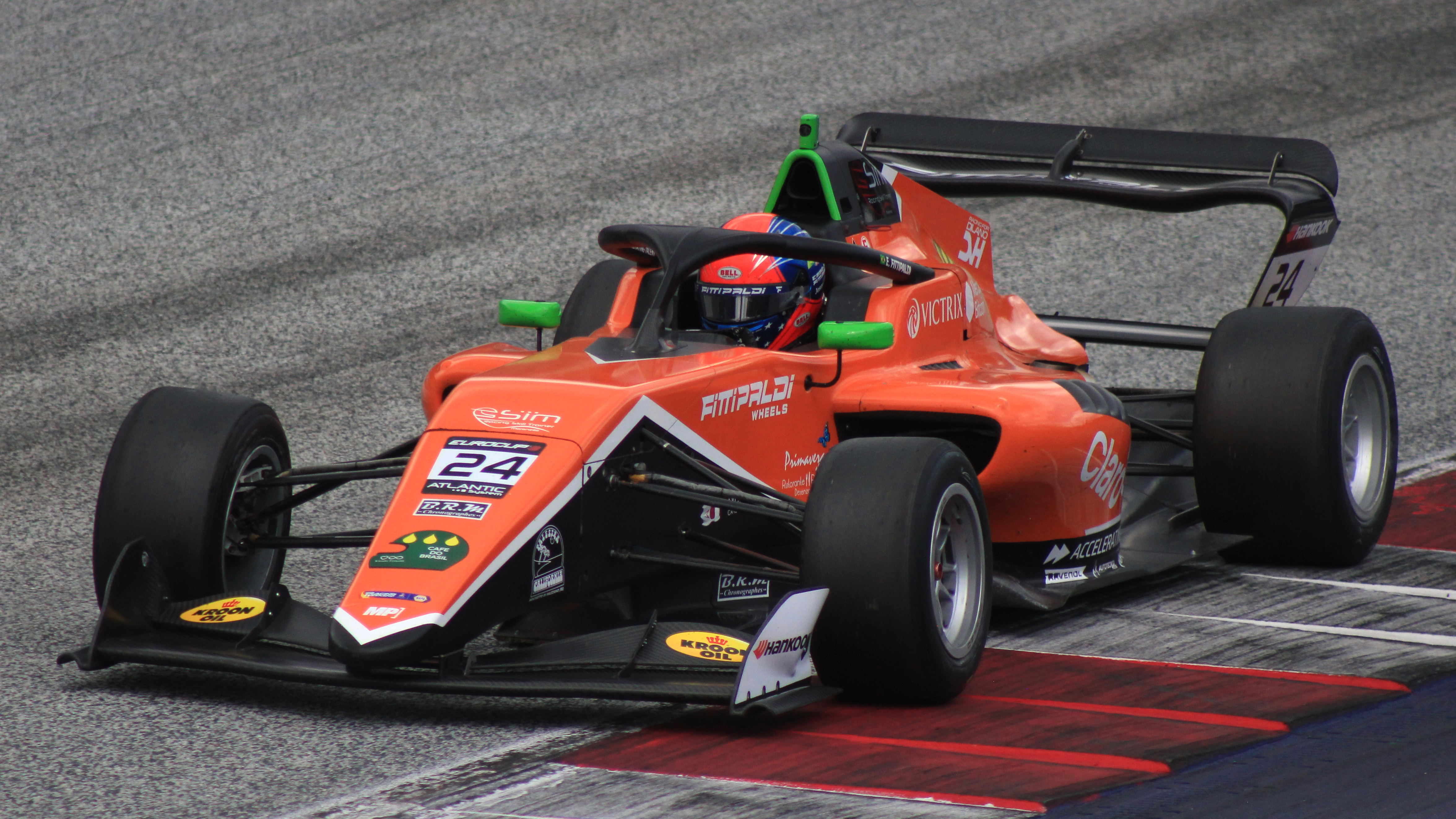
Fittipaldi correndo no Red Bull Ring pela Eurocup-3 em 2024.

Fittipaldi fez uma temporada completa na Eurocup-3 em 2024, juntando-se à MP Motorsport. Sua primeira vitória teria sido na corrida 1 de Catalunha, na qual também fez a pole e a volta mais rápida, mas ele acabou punido por ter feito uma ultrapassagem irregular sobre Christian Ho, que herdou o triunfo e também o título da Eurocup-3. Isso fez Emmo perder sete pontos, caindo de 149 para 142, mas ele ainda manteve o quinto lugar no campeonato, totalizando três pódios.

#### 2025
Fittipaldi renovou com a MP para a temporada 2025 da Eurocup-3. Competindo na Spanish Winter, o minicampeonato de inverno da categoria, o brasileiro pontuou em sete das oito corridas e conquistou dois pódios, terceiros lugares em Jerez e em Aragão. Com isso, Fittipaldi foi o sexto colocado, com 54 pontos. Na categoria principal, Fittipaldi conquistou seus primeiros pontos na rodada de Portimão, ao ser décimo na corrida sprint e nono na corrida 2. Mais tarde, teve seu primeiro pódio ao ser terceiro na corrida sprint de Paul Ricard.

### Fórmula 2
Em 9 de julho de 2025, a AIX Racing anunciou em suas redes sociais a contratação de Fittipaldi para disputar a Fórmula 2 em 2026, o que fez do brasileiro o primeiro nome a ser anunciado no grid da categoria para essa temporada.

### Fórmula 1
Em 2020, Fittipaldi tornou-se membro da Sauber Academy.
Em outubro de 2022, foi finalista da Final Mundial de Scouting da Ferrari Driver Academy.

## Resultados

### Resumo da carreira
| Temporada | Categoria                         | Equipe                | Corridas | Vitórias | Poles | V.M.R. | Pódios | Pontos | Pos. |
| --------- | --------------------------------- | --------------------- | -------- | -------- | ----- | ------ | ------ | ------ | ---- |
| 2021      | Fórmula 4 Dinamarquesa            | FSP Racing            | 18       | 2        | 1     | 2      | 8      | 231    | 3º   |
| 2022      | Fórmula 4 Italiana                | Van Amersfoort Racing | 20       | 0        | 0     | 0      | 0      | 4      | 23º  |
| 2022      | ADAC Fórmula 4                    | Van Amersfoort Racing | 6        | 0        | 0     | 0      | 0      | 0      | NC†  |
| 2023      | Fórmula Regional Europeia         | Saintéloc Racing      | 20       | 0        | 0     | 0      | 0      | 4      | 24º  |
| 2023      | Eurocup-3                         | GRS Team              | 2        | 0        | 0     | 0      | 0      | 1      | 19º  |
| 2023      | Eurocup-3                         | Palou Motorsport      | 2        | 0        | 0     | 0      | 0      | 1      | 19º  |
| 2024      | Fórmula Regional do Oriente Médio | MP Motorsport         | 15       | 0        | 0     | 0      | 0      | 5      | 20º  |
| 2024      | Eurocup-3                         | MP Motorsport         | 16       | 1        | 1     | 1      | 4      | 149    | 5º   |
| 2025      | Eurocup-3 Spanish Winter          | MP Motorsport         | 8        | 0        | 0     | 0      | 2      | 54     | 6º   |
| 2025      | Eurocup-3                         | MP Motorsport         | 10       | 0        | 0     | 0      | 1      | 21     | 13º* |